# Delta Antliae
Désignations
Delta Antliae (δ Ant, δ Antliae) est une étoile binaire de la constellation australe de la Machine pneumatique. La magnitude apparente combinée du couple est de 5,57, ce qui en fait une étoile visible à l'œil nu. Les mesures de la parallaxe indiquent que le système se trouve à ∼ 465 a.l. (∼ 143 pc) de la Terre. Sa magnitude est réduite de 0,03 dû à la présence de gaz et de poussières sur le trajet de la lumière.
La composante principale du système, désignée Delta Antliae A, est de type spectral B9,5 V, indiquant qu'il s'agit d'une étoile de type B de la séquence principale. Sa compagne, Delta Antliae B, est une étoile de type F, classée F9 Ve, où la lettre « e » indique la présence de raies d'émission dans son spectre. Les deux étoiles sont séparées par 11 secondes d'arc.
Delta Antliae A a une masse estimée à 3,4 fois celle du Soleil. Cette étoile émet environ 200 fois plus de lumière que le Soleil, son atmosphère stellaire étant à une température effective de 11 117 K. Cette température la fait briller avec la teinte bleu-blanc caractéristique des étoiles de type B.
Delta Antliae B est une étoile variable de type T Tauri, dont la luminosité varie avec une amplitude de 0,04 magnitude. Elle porte également la désignation d'étoile variable BZ Antliae.